# Circuit de Champagne
Ne doit pas être confondu avec Tour de Champagne.
Le Circuit de Champagne est une course cycliste française, organisée de 1913 à 1933 dans l'ancienne province française de Champagne, essentiellement autour de Reims. 
Les épreuves de 1923 et 1924 se déroulèrent en deux étapes chacune et permirent de joindre Chalons-sur-Marne ainsi que Charleville-Mézières, dans les Ardennes francaises.

## Palmarès
| Année | Vainqueur        | Deuxième           | Troisième            |
| ----- | ---------------- | ------------------ | -------------------- |
| 1913  | Félix Goethals   | Alexandre Delannoy | Émile Wirtz          |
| 1920  | Lucien Rich      | José Pelletier     | Alexandre Dupontreue |
| 1921  | Robert Reboul    | Charles Mantelet   | Lucien Rich          |
| 1922  | Robert Jacquinot | Fernand Moulet     | Léon Despontin       |
| 1923  | René Vermandel   | Félix Sellier      | Lucien Rich          |
| 1924  | Henri Suter      | Félix Sellier      | Jean Hillarion       |
| 1925  | Henri Suter      | André Godinat      | Georges Brosteaux    |
| 1926  | Julien Delbecque | Nicolas Frantz     | Félix Sellier        |
| 1927  | Julien Delbecque | Maurice Depauw     | Adelin Benoît        |
| 1928  | Aimé Dossche     | Antonin Magne      | Jean Bidot           |
| 1929  | Louis Delannoy   | Émile Joly         | Nicolas Frantz       |
| 1933  | Léon Tommies     | André Godinat      | Paul Chocque         |